# The War That Plagues The Lands
The War that Plagues the Land es el segundo álbum lanzado por la banda Slechtvalk. El álbum alcanzó el número 2 en el Top 50 de Holanda. La portada fue creada por Kris Wervimp, quien es conocido por sus trabajos con bandas como Marduk e Immortal. El contenido lírico adoptó un enfoque más orientado a la fantasía y hablar metafóricamente de un señor de la guerra y su halcón, el aumento de la batalla entre los ejércitos del bien y del mal, concentrándose en la batalla desde el punto de vista de halcón. El álbum tuvo una recepción positiva por parte de la prensa, y fue criticado sobre todo por el sonido de la batería y porque la música no era particularmente innovadora.

## Lista de canciones
1. "Of Slumber and Death" - 3:50
2. "A Plea for the King" - 6:59
3. "From Behind the Trees" - 5:28
4. "My Last Call" - 10:59
5. "The Falcon's Flight" - 5:08
6. "A Call in the Night" - 5:03
7. "And Thus it Burns" - 4:12
8. "Burying the Dead" - 5:39
9. "War of the Ancients" - 5:45
10. "The Dragon's Children" - 4:05
11. "In Paradisum" - 6:36

## Miembros
- Shamgar - Vocalista, segundo guitarrista.
- Ohtar - Guitarrista, segundo vocalista.
- Nath - Bajista.
- Grimbold - Batería, tercer vocalista.
- Sorgier - Teclista.
- Fionnghuala - Soprano.

- Datos: Q6145473